# Umberto Borghi (baritono)
Umberto Borghi (Mantova, 17 gennaio 1929 – Milano, 1º febbraio 2009) è stato un baritono italiano.

## Biografia
Nasce a Mantova nel 1929 da Paolo e Irma Sassi. Mentre studia al conservatorio di Parma, prende lezioni di canto a Mantova dal maestro Ettore Campogalliani. In seguito vinta una borsa di studio istituita dalTeatro lirico sperimentale Adriano Belli di Spoleto per avviare alla carriera giovani cantanti lirici europei, inizia la sua attività musicale che coprirà un arco di tempo superiore a quaranta anni. In questo periodo si esibisce in prestigiosi palcoscenici, dal Teatro alla Scala al Teatro dell'Opera di Roma, dal Teatro Massimo di Palermo al Teatro comunale di Bologna, dal Teatro Regio di Parma al Teatro Petruzzelli di Bari, dall'Arena di Verona al Teatro Massimo di Cagliari e ancora nei teatri di Modena, Genova, Pesaro, Iesi, Padova, Lecce, Pavia e tanti altri. Frequenti anche le tournée all'estero: in America del Nord, Cile, Ecuador, Colombia, Israele, Francia, Svizzera, Germania.

## Repertorio
- nei teatri
Manon (Massenet), Rigoletto, Pigmalione, Margherita da Cortona di Licinio Refice, Giulietta e Romeo (Vaccaj), I Capuleti e i Montecchi, Pagliacci (Tonio e Silvio), La bohème (Marcello e Schaunard interpretato anche al Teatro alla Scala), La forza del destino, Andrea Chénier, La traviata, Madama Butterfly, Il trovatore,    Tosca, Aida, Werther (opera), Lucia di Lammermoor, Italiana in Algeri, Falstaf (Fort), Luisa Miller, Il tabarro, Le nozze di Figaro, Otello , Cavalleria rusticana, Il barbiere di Siviglia, Elisir d'Amore, Il cappello di paglia di Firenze, Carmen , La fanciulla del West
- negli oratori
Cristo sul Monte degli Ulivi (Beethoven), Stabat Mater di Karol Szymanowski, Resurrezione di Lazzaro di Perosi, Resurrezione di Cristo di Perosi, Requiem di Fauré, L'Orfeo di C.Monteverde

## Discografia
- 1955 - Umberto Borghi (Pimmalione), Ilva Ligabue (Galatea), Gabriella Carturan (Venere), Mariella Adani (Amore) - Direttore: Ennio Gerelli - Orchestra e Coro della RAI di Milano - Registrazione di una trasmissione radiofonica del 19 giugno 1955 - LP: Mauro R. Fuguette «Cherubini Series» MRF/C-03 (con Il crescendo); Melodram MEL 153 (con Elisa e L'hôtellerie portugaise) (1981)[8]